# Hallenhockey-Europameisterschaft der Damen 2012
Die Hallenhockey-Europameisterschaft der Damen 2012 war die 16. Auflage der Hallenhockey-EM der Damen. Sie fand  vom 13. bis. 15. Januar in der Arena Leipzig in Leipzig, Deutschland, zusammen mit der Herren-EM statt. Acht Teilnehmer spielten in zwei Vierergruppen die Halbfinaltickets aus.

## Vorrunde

### Gruppe A
| Team 1      | Team 2     | Ergebnis  |
| ----------- | ---------- | --------- |
| Niederlande | Österreich | 3:2 (1:2) |
| Ukraine     | Belarus    | 4:4 (4:3) |
| Niederlande | Ukraine    | 7:3 (3:3) |
| Belarus     | Österreich | 2:3 (2:1) |
| Niederlande | Belarus    | 1:3 (1:2) |
| Österreich  | Ukraine    | 3:5 (2:4) |

Tabelle
| Rang | Land        | Spiele | Tore  | Differenz | Punkte |
| ---- | ----------- | ------ | ----- | --------- | ------ |
| 1    | Niederlande | 3      | 11:8  | +3        | 6      |
| 2    | Belarus     | 3      | 9:8   | +1        | 4      |
| 3    | Ukraine     | 3      | 12:14 | −2        | 4      |
| 4    | Österreich  | 3      | 8:10  | −2        | 3      |

### Gruppe B
| Team 1      | Team 2     | Ergebnis  |
| ----------- | ---------- | --------- |
| Deutschland | Tschechien | 5:3 (3:1) |
| Spanien     | Polen      | 5:4 (1:2) |
| Deutschland | Spanien    | 2:1 (2:1) |
| Polen       | Tschechien | 5:1 (2:1) |
| Deutschland | Polen      | 3:5 (1:3) |
| Tschechien  | Spanien    | 4:4 (2:1) |

Tabelle
| Rang | Land        | Spiele | Tore  | Differenz | Punkte |
| ---- | ----------- | ------ | ----- | --------- | ------ |
| 1    | Polen       | 3      | 14:9  | +6        | 6      |
| 2    | Deutschland | 3      | 10:9  | +1        | 6      |
| 3    | Spanien     | 3      | 10:10 | 0         | 4      |
| 4    | Tschechien  | 3      | 8:14  | −6        | 1      |

## Fünfter bis Achter Platz
Die Mannschaften, die die Vorrunde als Dritte oder Vierte beendeten, wurden in eine Gruppe C eingeteilt. Sie nahmen das Ergebnis (Tore, Punkte) aus der Vorrunde mit, das sie gegen den ebenfalls eingeteilten Gegner erreicht hatten. Die zwei Spiele bestritten sie gegen die anderen beiden Gruppenmitglieder.
Die letzten beiden stiegen in die B-EM 2013 ab.

### Gruppe C
| Team 1     | Team 2     | Ergebnis  |
| ---------- | ---------- | --------- |
| Ukraine    | Spanien    | 2:3 (1:3) |
| Österreich | Tschechien | 2:2 (1:0) |
| Ukraine    | Tschechien | 4:5 (0:1) |
| Spanien    | Österreich | 1:4 (1:1) |

| Team       | Punkte | Sp | S | U | N | Tore | Gtore | Diff |
| ---------- | ------ | -- | - | - | - | ---- | ----- | ---- |
| Tschechien | 5      | 3  | 1 | 2 | 0 | 11   | 10    | +1   |
| Österreich | 4      | 3  | 1 | 1 | 1 | 9    | 8     | +1   |
| Spanien    | 4      | 3  | 1 | 1 | 1 | 8    | 10    | −2   |
| Ukraine    | 3      | 3  | 1 | 0 | 2 | 11   | 11    | 0    |

## Halbfinale
| Team 1      | Team 2      | Ergebnis  |
| ----------- | ----------- | --------- |
| Niederlande | Deutschland | 1:4 (1:2) |
| Polen       | Belarus     | 1:2 (1:1) |

## Spiel um Platz 3
| Team 1      | Team 2 | Ergebnis  |
| ----------- | ------ | --------- |
| Niederlande | Polen  | 3:4 (1:2) |

## Finale
| Team 1      | Team 2  | Ergebnis                      |
| ----------- | ------- | ----------------------------- |
| Deutschland | Belarus | 2:2 n.V. (2:2, 1:1), 3:2 i.S. |